# Henri Boguet
Henri Boguet (ur. ok. 1550, zm. 1619) – francuski prawnik i tropiciel czarownic, autor podręczników prawa oraz traktatu Discours de sorciers (1602), dotyczącego demonologii i procesów o czary.

Pełnił funkcję sędziego w Saint Claude (region Franche-Comté), gdzie w latach 1600-1602 przeprowadził wiele procesów czarownic. W wydanym w 1602 roku w Lyonie traktacie Discours de sorciers opisał m.in. przypadki czterdziestu kobiet, które osobiście przesłuchiwał. Zawarł tam również wskazówki dla sędziów prowadzących sprawy o czary, przez co jego dzieło oceniano lepiej niż podobne prace innych czołowych francuskich demonologów: Jeana Bodina, Nicholasa Rémy'ego, czy Pierre'a de Lancre. Traktat wydawany był wielokrotnie, stając się najwyżej cenionym dziełem z dziedziny demonologii, porównywanym do Młota na czarownice. 
Boguet uważał, że w przypadku zarzutu czarnoksięstwa uzasadnione jest niekiedy wszczęcie procesu na podstawie poszlak (nie budzących wątpliwości) i domniemań. Twierdził, że również dzieci należy posyłać na stos, ponieważ skoro już raz oddały się diabłu, nie rokują nadziei na poprawę. 
Według jego szacunków, liczba czarownic w Europie wynosiła milion osiemset tysięcy.